# Ait Laaziz
Ait Laaziz è un comune dell'Algeria, situato nella provincia di Bouira.